# Pandora (romanzo)
Pandora è un romanzo della scrittrice statunitense Anne Rice, primo delle Nuove cronache dei vampiri.
Il titolo è il nome della protagonista Pandora, che fu per un lungo periodo la compagna del vampiro Marius, creatore di Armand.
È una dei pochi antichi rimasti dopo che la madre di tutti i vampiri Akasha si svegliò dal suo sonno eterno, annientando la maggior parte dei vampiri esistenti al mondo, lasciando in vita i più anziani (per l'impossibilità di annientarli) e tutti quei vampiri che in un modo o nell'altro venivano amati da Lestat, di cui si era innamorata.

## Trama
È il 1997 quando David Talbot si avvicina a Pandora, uno degli antichi vampiri rimasti sulla terra. La scorge su un ponte della Senna a Parigi, in una notte, proprio mentre Pandora ha appena ucciso una mortale. In quella notte David chiede a Pandora di scrivere la sua storia mortale, e il momento di come divenne vampiro.
Pandora nacque a Roma, nell'anno 15 a.C. Nel suo racconto omette di scrivere il nome completo della sua gens, ma non nasconde il suo nome da mortale, Lydia. Nasce in una famiglia benestante, grazie al padre senatore, nonché coraggioso militare. Lydia è la sesta figlia dopo cinque maschi. Sua madre muore quando Lydia ha due anni. Lei e la sua famiglia vivono in una enorme e lussuosa casa sul colle Palatino. Fin da piccola s'interessa di letteratura, si innamora di poemi come l'Eneide e di autori come Ovidio dei quali lesse Amori e Metamorfosi. L'incontro con Marius avviene all'età di dieci anni; lui più grande di lei di quindici anni. Marius discende da padre romano e madre barbara, da cui ha acquisito gli occhi azzurri, i capelli biondi e l'incredibile altezza. Marius rimane impressionato da Lydia e dalla sua esuberanza a tal punto di chiederla in sposa al padre di Lydia. Lui rifiuta. Lo rivede dopo altri cinque anni ad una cerimonia chiamata Lupercalia; è qui che Lydia confessa al padre di volerlo sposare, ma il padre non le concede l'approvazione. Lydia non rivede più Marius per altri vent'anni.
Nel frattempo Lydia si sposa e divorzia per ben due volte, e si avvicina al culto di Iside, dal quale venne iniziata attraverso una cerimonia segreta. Tornata a casa per assistere al padre abbandona il culto, per dedicarsi a tempo pieno al padre ormai anziano. Il racconto ha una svolta inaspettata quando Lydia tornando a casa scopre che i delatores (spie della guardia pretoriana) hanno ucciso tutti i fratelli e le loro rispettive famiglie. Sa che ben presto arriveranno anche a loro, per uccidere il padre. Il padre di Lydia organizza la fuga della figlia, grazie a due amici ebrei. Lydia viene quindi portata ad Antiochia, attraverso un lungo viaggio per mare (durante questo viaggio, le appaiono in sogno parecchi bevitori di sangue e quella che lei interpreta come la regina Iside, ma che in realtà è Akasha). Arrivati a destinazione Lydia cambia il suo nome in Pandora, e si spaccia per una vedova di origine greca. Ad Antiochia prende una casa per sé, pochi schiavi e fa visita al tempio di Iside. Alla sacerdotessa del tempio racconta i propri sogni, sogni che derivano da leggende e miti su Iside e Osiride, e che sono scritti su documenti antichi che solo una persona ad Antiochia era stata in grado di decifrare. Pandora vuole incontrare questa persona. Scopre inoltre che in città si aggira una creatura che uccide uomini, bevendo il loro sangue; è una creatura sfigurata per via di varie bruciature presenti su tutto il corpo. Pandora pensa di essere vicina a una spiegazione.
Una notte di ritorno a casa appare Marius, immutato nella sua bellezza; Pandora si confida con Marius dei suoi sogni, chiede informazioni, ma Marius vuole che Pandora se ne vada lontano da Antiochia, e soprattutto lontano dai sogni e lontano dalla creatura infernale che si aggira in città. Lei rifiuta. Il giorno successivo, dopo un sogno travolgente, scopre dove risiede la dimora di Marius, e s'intrufola in casa sua per aspettarlo. Sopraggiunta la notte inaspettatamente appare la creatura infernale (Akbar). La creatura vuole il sangue della Regina per ridare a sé stesso la sua forma umana. Akbar è stato bruciato quando l'Anziano ha esposto al sole il Re e la Regina (si fa riferimento alla leggenda descritta in La regina dei dannati di Anne Rice). Pandora e Akbar lottano, e in suo aiuto arriva Marius. Per evitare altri danni Marius porta Akbar nel luogo segreto in cui sono custoditi il Re e la Regina. Essi appaiono immobili, senza vita e sentimento.
Akbar chiede di poter bere dalla Fonte, ma viene ucciso dalla stessa Regina. È in questa notte che Pandora viene trasformata in vampiro: viene morsa inizialmente da Akbar nella lotta iniziale; ormai in fin di vita Pandora riceve da Marius il Dono Tenebroso. Pandora ancora molto debole si avvicina alla Regina (sotto richiesta della Regina stessa), la quale le offre il suo sangue. Pandora diviene immortale. Nelle sue vene scorre il sangue di Marius e della Fonte. Durante la trasformazione Pandora capisce lo scopo di tutto. È stata attirata dalla Regina attraverso gli innumerevoli sogni, affinché lei diventi la compagna immortale di Marius, e restauri il culto di Iside (Akasha si è sovrapposta alle leggende della dea egizia, in realtà Akasha era mortale, trasformata in vampiro quando venne posseduta da uno spirito). Marius si oppone al restauro del culto e riesce a convincere Pandora di rimanere insieme a lui a proteggere la coppia reale per ben duecento anni. Ma il carattere mistico di Pandora e quello razionale di Marius si scontrano parecchie volte negli anni. Una notte Pandora abbandona Marius fuggendo per tre giorni; ha bisogno di evadere dall'enorme pressione che si è creata tra lei e Marius. Al suo ritorno però non lo ritrova più. Se ne è andato portando con sé la Coppia Reale.
Il racconto finisce. Sono passati altri duemila anni da quando Marius quella notte è fuggito, le manca e vuole ritrovarlo.

## Edizione
- Anne Rice, Pandora, traduzione di Maria Cristina Pietri, VII ed., collana TEADUE n° 932, TEA, 2002,  pp. 304 pp, ISBN 978-88-502-0082-5.